# Peter Youngblood Hills
Peter Youngblood Hills, född den 28 januari 1978 i Johannesburg, Sydafrika, är en amerikansk skådespelare. Han är troligtvis mest känd för sin roll som SSgt. Darrel 'Shifty' Powers i den prisbelönade serien Band of Brothers.

## Filmografi
- 2006 – Foyle's War (TV-serie)
- 2005 – The Marksman
- 2005 – Submerged
- 2003 – No Limit - The Story of Michel Vaillant
- 2002 – AKA
- 2001 – Band of Brothers (TV-serie)
- 2000 – The Last of the Blone Bombshells (TV-film)
- 2000 – The Beach
- 1998 – Hideous Kinky